# Sinigrina
Sinigrina es un glucosinolato que pertenece a la familia de los glucósidos que se encuentran en algunas plantas de la familia Brassicaceae, como las coles de Bruselas, brócoli y las semillas  de mostaza (Brassica nigra), por nombrar sólo algunos. Siempre que la sinigrina que contiene el tejido de la planta es aplastado o dañado de otro modo, la enzima mirosinasa degrada la sinigrina a un aceite de mostaza (isotiocianato de alilo), que es responsable del sabor acre de la mostaza y  el rábano picante. Las semillas de mostaza blanca, Sinapis alba, dan una mostaza mucho menos picante ya que esta especie contiene un glucosinolato diferente, la sinalbina.
El nombre químico de sinigrina es alilglucosinolato o 2-propenilglucosinolato.